# Joke Smit

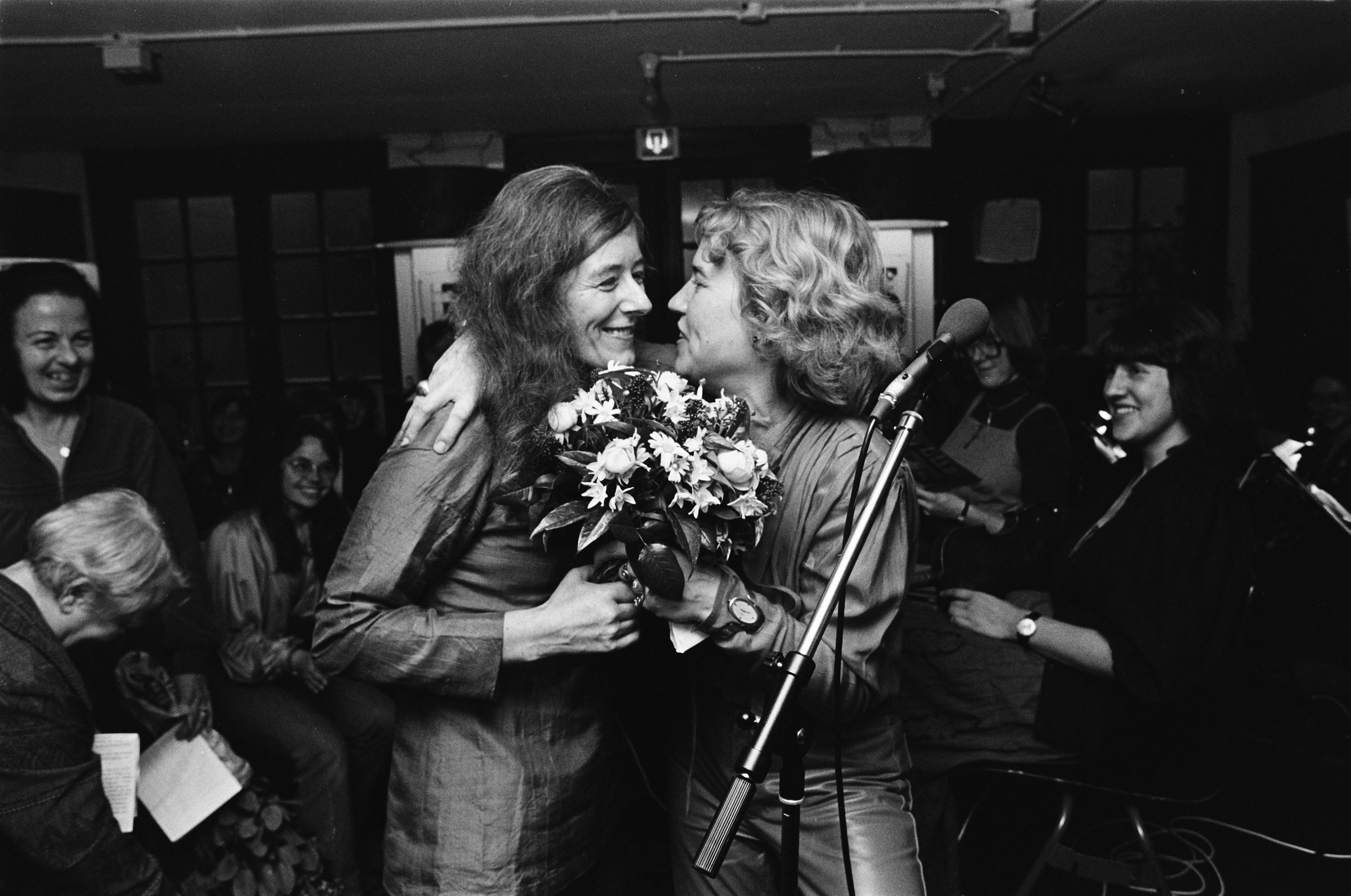
Joke Smit ontvangt de Annie Romein-prijs 1979 uit handen van Anneke Reuvekamp

Joke Smit (Utrecht, 27 augustus 1933 – Amsterdam, 19 september 1981, ook bekend als Joke Kool-Smit) was een Nederlands taalkundige, journalist, politicus en feminist. Haar artikel Het onbehagen bij de vrouw (De Gids, 1967) geldt als begin van de tweede feministische golf in Nederland. "Een hele generatie vrouwen voelde zich door haar geïnspireerd om hun leven anders in te richten dan van hen werd verwacht."

## Carrière en maatschappelijke loopbaan
Na het Christelijk Gymnasium Utrecht studeerde Smit Franse taal- en letterkunde gedurende het eerste jaar aan de Universiteit Utrecht en daarna aan de Universiteit van Amsterdam. Ze was lerares Frans op een aantal middelbare scholen tussen 1955 en 1966. In 1962 bracht ze een jaar als freelance journalist in Parijs door, waar ze artikelen schreef voor het NRC Handelsblad en Het Parool. Daarna was ze redacteur en redactiesecretaris van het literair tijdschrift Tirade. In 1966 werd ze wetenschappelijk hoofdmedewerker aan het instituut voor Vertaalkunde van de Universiteit van Amsterdam.

### Feministische loopbaan
In 1966 sprak Smit zich voor het eerst publiekelijk uit als feminist en eiste voor vrouwen het recht op om zelf te beslissen over abortus. In november 1967 werd Smits artikel Het onbehagen bij de vrouw gepubliceerd in het maandblad De Gids. Daarin beschreef ze de frustratie van getrouwde vrouwen die meer wilden dan een bestaan als moeder en huisvrouw. Dit essay groeide uit tot manifest van de tweede feministische golf in Nederland. In 1967 werd Smit lid van de Partij van de Arbeid. In 1968 stichtte ze samen met Hedy d'Ancona de actiegroep Man Vrouw Maatschappij, waarvan ze voorzitter en actief lid werd. In september 1970 werd ze verkozen tot Amsterdams gemeenteraadslid. Ze bleef een jaar aan, tot september 1971. In 1971 werd ze redacteur van het wetenschappelijk partijblad Socialisme & Democratie. Ze was lid van vele commissies, zoals de Programmaraad TV van de NOS, de Commissie Open School en de Emancipatie Kommissie.
Smit verwierf bekendheid met vooruitstrevende voorstellen voor een herverdeling van betaalde en onbetaalde arbeid in de maatschappij. Zo pleitte ze ervoor de werkweek te verkorten naar dertig uur voor zowel mannen als vrouwen. Dit zou het mogelijk maken allerlei onbetaalde zorgtaken en huishoudelijk werk eerlijk te verdelen. In de jaren zeventig publiceerde ze over vrouwenzaken in de politiek, vrouwenrechten, de emancipatie van lesbische vrouwen, feminisme en socialisme, en onderwijs voor meisjes en vrouwen.
In 1979 uitte ze haar zorgen over de herinvoering van de hoofddoek in het toen net tot islamitische republiek herdoopte Iran. Volgens haar stond de sluier voor "het recht op verstoting, voor geïnstitutionaliseerde jaloezie tussen vrouwen, voor het wegsnijden van erotische verlangens, voor vormen van apartheid die hopelijk minder zijn dan in Zuid-Afrika, maar vermoedelijk nog dieper ingrijpen in het leven van mensen, voor een stelsel van onderhorigheid dat vervolgens benoemd wordt als de waardigheid van de vrouw." In 1979 kreeg Smit de Annie Romein-Verschoor-prijs van het feministische tijdschrift Opzij (dat Het onbehagen bij de vrouw opnieuw publiceerde in hun jubileumjaar 2007).

## Persoonlijk
Joke Smit groeide op in een Nederlands-hervormd gezin met zes kinderen in de gemeente Vianen. Haar beide ouders waren docent aan een middelbare school. In 1956 trouwde ze met Constant Kool met wie ze twee kinderen kreeg, Lieuwe en Elisabeth. In 1974 verbrak Smit haar huwelijk. Vanaf 1978 had ze een relatie met Jeroen de Wildt.

### Overlijden

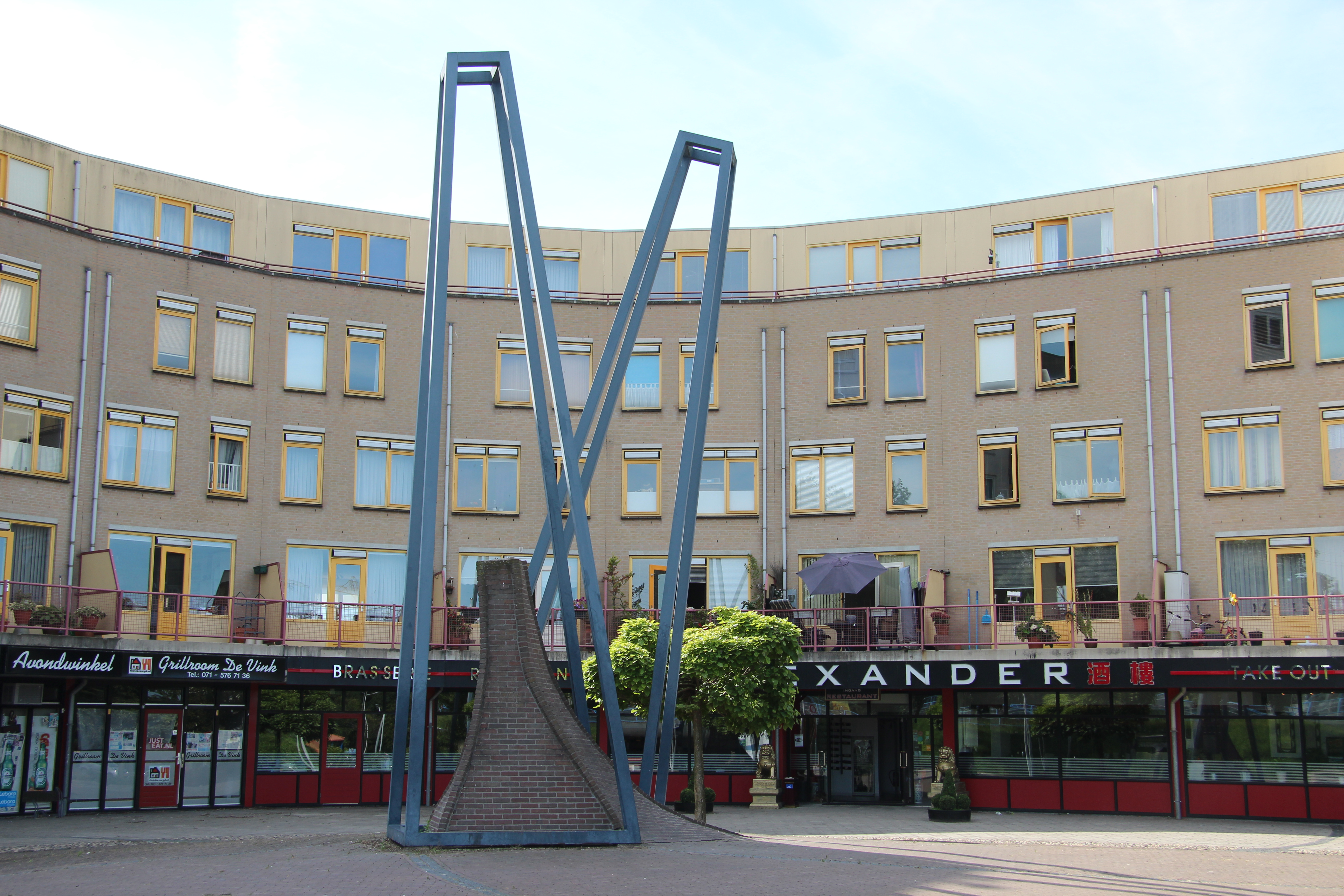
Monument voor Joke Smit in Leiden
(Cune van Groeningen)

Smit kreeg borstkanker in 1980 en overleed daar aan op 19 september 1981 in een Amsterdams ziekenhuis. Een week na haar overlijden zond Achter het nieuws een kort daarvoor opgenomen interview uit van Els Bonger waarin Smit de uitspraak deed: "Ik wil dat het beter wordt voor mijn dochter en kleindochter."

## Erkenning
Na haar dood werd haar naam verbonden aan de tweejaarlijkse Joke Smit-prijs, het Joke Smit College, de Joke Smit Stichting, het Joke Smit Instituut , evenals meerdere scholen en straten in Nederlandse gemeenten, waaronder Zutphen, Coevorden, Utrecht, Enschede, Vianen en Beverwijk. Bij Station De Vink in Leiden staat op het Alexandrine Tinneplein het Monument voor Joke Smit. In 2023 werd er een gevelsteen geplaatst op het naar Joke Smit genoemde plein in Utrecht.